# Uganda a 2013-as úszó-világbajnokságon
Uganda három úszóval vett részt a 2013-as úszó-világbajnokságon, akik öt versenyszámban indultak.

## Úszás
Férfi
| Versenyző             | Verseny               | Selejtező | Selejtező | Elődöntő          | Elődöntő          | Döntő             | Döntő             |
| Versenyző             | Verseny               | Idő       | Helyezés  | Idő               | Helyezés          | Idő               | Helyezés          |
| --------------------- | --------------------- | --------- | --------- | ----------------- | ----------------- | ----------------- | ----------------- |
| Arnold Kisulo         | 50 méteres gyorsúszás | 28.41     | 93        | Nem jutott tovább | Nem jutott tovább | Nem jutott tovább | Nem jutott tovább |
| Arnold Kisulo         | 50 méteres hátúszás   | 31.08     | 44        | Nem jutott tovább | Nem jutott tovább | Nem jutott tovább | Nem jutott tovább |
| Ekirkubinza Tibatemwa | 50 méteres mellúszás  | 33.85     | 70        | Nem jutott tovább | Nem jutott tovább | Nem jutott tovább | Nem jutott tovább |

Női
| Versenyző      | Verseny                | Selejtező | Selejtező | Elődöntő          | Elődöntő          | Döntő             | Döntő             |
| Versenyző      | Verseny                | Idő       | Helyezés  | Idő               | Helyezés          | Idő               | Helyezés          |
| -------------- | ---------------------- | --------- | --------- | ----------------- | ----------------- | ----------------- | ----------------- |
| Jamila Lunkuse | 100 méteres gyorsúszás | 1:01.25   | 60        | Nem jutott tovább | Nem jutott tovább | Nem jutott tovább | Nem jutott tovább |
| Jamila Lunkuse | 100 méteres mellúszás  | 1:16.15   | 52        | Nem jutott tovább | Nem jutott tovább | Nem jutott tovább | Nem jutott tovább |